# 그냥 사랑하는 사이
《그냥 사랑하는 사이》는 2017년 12월 11일부터 2018년 1월 30일까지 JTBC에서 방영된 월화 드라마이다.

## 등장 인물

### 주요 인물
- 이준호 : 이강두 역 (아역 남다름) - 친구/좋아하는사람:하문수 예전에 붕괴사고 현장인 쇼핑센터에서 문수랑 만난적이 있다.
- 원진아 : 하문수 역 (아역 박시은) - 친구/좋아하는사람:이강두 예전에 붕괴사고 현장인 쇼핑센터에서 강두랑 만난적이 있다.
- 이기우 : 서주원 역
- 강한나 : 정유진 역

### 이강두의 주변 인물
- 김혜준 : 이재영 역
- 윤세아 : 마리 역
- 김강현 : 상만 역
- 박명신 : 여인숙 주인댁 역
- 나문희 : 약장수 할머니 역

### 하문수의 주변 인물
- 윤유선 : 윤옥 역
- 안내상 : 하동철 역
- 한서진 : 하연수 역
- 박희본 : 김완진 역
- 김남진 : 금촌 이모 역

### 서주원의 주변 인물
- 남기애 : 주원 엄마 역
- 태인호 : 정유택 역
- 박규영 : 소미 역

### 그 외 인물
- 김민규 : 진영 역
- 홍경 : 최성재 역
- 송하림
- 최효은
- 박진수
- 김중돈
- 이예슬
- 윤부진
- 권기주
- 고병택
- 김용운
- 조희
- 하진
- 임강헌
- 김은혜
- 오용 : 용철 역
- 김중기 : 현장소장 역
- 박윤식
- 안수호
- 성낙경 : 사채업자 역
- 윤여학
- 차명욱
- 정강희
- 박원호
- 유금
- 함태인 : 서원건축사무소 팀장 역
- 조선묵
- 최요한
- 최승원
- 이병철
- 명석근
- 박유밀
- 옥주리
- 박익준
- 박혁민
- 박옥출
- 이광세
- 신승용
- 조경화
- 장혜민
- 조경화
- 이승준
- 이동용
- 임성언 : 정유택의 부인 역
- 주성
- 김아람
- 홍서준
- 김영주
- 최요한
- 장하란
- 김희열
- 신덕호
- 이용규
- 감동길
- 김영희

### 특별출연
- 김광규 : 대표 역
- 김진우 : 이인용 과장 역
- 조수애
- 이지현
- 오민석
- 신현빈

## 촬영지
- 한마을 행복센터(산호장)
- 광안대교
- 영도 목장원
- 부산항대교
- 낙동강하구을숙도
- 은하수
- 파크 하얏트 부산

## 시청률
최저 시청률과 최고 시청률은 시청률 조사회사와 지역별로 시청률에 차이가 있을 수 있습니다.
| 2017년 | 2017년    | 2017년     | 2017년      |
| 회차   | 방송일    | AGB 시청률 | TNmS 시청률 |
| ------ | --------- | ---------- | ----------- |
| 제1회  | 12월 11일 | 2.409%     | 2.3%        |
| 제2회  | 12월 12일 | 1.924%     | 1.6%        |
| 제3회  | 12월 18일 | 1.936%     | 2.2%        |
| 제4회  | 12월 19일 | 2.061%     | 1.8%        |
| 제5회  | 12월 25일 | 1.635%     | 1.9%        |
| 제6회  | 12월 26일 | 1.625%     | 1.8%        |
| 2018년 |           |            |             |
| 제7회  | 1월 1일   | 1.678%     | 1.7%        |
| 제8회  | 1월 2일   | 1.304%     | 1.7%        |
| 제9회  | 1월 8일   | 1.685%     | 1.5%        |
| 제10회 | 1월 9일   | 1.978%     | 1.8%        |
| 제11회 | 1월 15일  | 1.436%     | 1.8%        |
| 제12회 | 1월 16일  | 1.796%     | 1.8%        |
| 제13회 | 1월 22일  | 1.263%     | 2.2%        |
| 제14회 | 1월 23일  | 1.686%     | 1.9%        |
| 제15회 | 1월 29일  | 1.500%     | 1.8%        |
| 제16회 | 1월 30일  | 2.011%     | 2.2%        |

## 같이 보기
- 대한민국의 텔레비전 드라마 목록 (ㄱ)
- 2017년 대한민국의 텔레비전 드라마 목록